# Douglas (perroquet)
Pour les articles homonymes, voir Douglas.
Douglas, né vers 1967 au Brésil et mort le 23 février 2019 au zoo de Karlsruhe en Allemagne, est un ara rouge qui a tenu le rôle du perroquet Rosalinda dans le film de Fifi Brindacier et les Pirates de 1970.

## Vie
Douglas a été importé du Brésil en Suède en 1967, trois ans avant de jouer dans le film. Il était capable de chanter et de dire quelques douzaines de mots en suédois.
En 2002, il a attiré beaucoup d'attention dans la presse suédoise et internationale quand les autorités ont songé à l'euthanasier parce que son propriétaire actuel ne disposait pas du certificat d'importation. Une pétition demandant de l'épargner a reçu plus de 50 000 signatures, parmi lesquelles celle de l'actrice Inger Nilsson, qui avait joué Fifi Brindacier dans le film de 1970. Douglas a été épargné après que son premier propriétaire a produit les documents administratifs prouvant qu'il a été importé légalement du Brésil en 1967,,.